# Прескот (Мичиген)
Прескот (енгл. Prescott) град је у америчкој савезној држави Мичиген.

## Демографија
По попису из 2010. године број становника је 266, што је 20 (-7,0%) становника мање него 2000. године.
| Група             | 2000.       | 2010.       |
| Белци             | 279 (97,6%) | 248 (93,2%) |
| Афроамериканци    | 0 (0,0%)    | 0 (0,0%)    |
| Азијати           | 0 (0,0%)    | 0 (0,0%)    |
| Хиспаноамериканци | 6 (2,1%)    | 10 (3,8%)   |
| Укупно            | 286         | 266         |